# ゴットフリート3世 (ロートリンゲン公)
ゴットフリート3世（Gottfried III., 生年未詳 - 1069年12月）は、上ロートリンゲン公（在位：1044年 - 1047年）、トスカーナ辺境伯（在位：1054年 - 1069年）、下ロートリンゲン公（在位：1065年 - 1069年）。鬚公（Bearded）といわれる。アルデンヌ家のロートリンゲン公ゴツェロ1世の長男。

## 生涯

### 皇帝ハインリヒ3世との対立
1044年4月に父ゴツェロ1世が死去した時、皇帝ハインリヒ3世は、ゴットフリートのロートリンゲン一括相続を認めず、ゴットフリートに上ロートリンゲンを、弟のゴツェロ2世に下ロートリンゲンを分割授封した。ゴットフリートはこれに対し反論したが、これをハインリヒ3世は反逆とみなし、諸侯会議においてゴットフリートから上ロートリンゲン公領を取り上げた。ゴットフリートはハインリヒ3世と戦ったが、1045年7月皇帝に降伏し、翌1046年5月拘禁を解かれた上で上ロートリンゲン公領を再び与えられた。一方、弟ゴツェロ2世に与えられていた下ロートリンゲン公位はルクセンブルク家のフリードリヒに与えられた。1047年には、リエージュの併合を目的として、ホラント伯ディルク4世、フランドル伯ボードワン5世、エノー伯エルマンらとともにハインリヒ3世と再び対立し、ゴットフリートは上ロートリンゲン公位を剥奪された。1049年にハインリヒ3世はホラント伯を倒し、また、ハインリヒ3世に擁立された教皇レオ9世がゴットフリートとフランドル伯を破門する中、同年7月アーヘンにおいてゴットフリートはハインリヒ3世に降伏した。

### イタリアにおける勢力拡大
1054年、先妻ドダに先立たれていたゴットフリートは、夫トスカーナ辺境伯ボニファーチオ4世を亡くし庇護者を求めていた同じアルデンヌ家出身のベアトリクスと結婚し、トスカーナ辺境伯となった。ゴットフリートはイタリアでの支配権拡大を企て、フィレンツェ市民の暴動を鎮圧した後、エミリア、マルケ、ウンブリアへ出撃し勢力を拡大させていった。これに対しハインリヒ3世は1055年、イタリアへと進軍し、ゴットフリートは妻ベアトリクスとその子マティルデ（先夫との子）らをイタリアに残し、戦わずしてロートリンゲンに逃げ帰り、ベアトリクスとマティルデはハインリヒ3世に捕えられた。しかし翌1056年ハインリヒ3世は死に際して、息子ハインリヒの将来のため、ゴットフリートと和解し、家族と領地の返還を決めた。ゴットフリートはドイツへ向かい、新帝ハインリヒ4世へ臣従を誓う代わりに、ロートリンゲンとトスカーナの領有権を認めさせ、イタリアへ戻った。1057年教皇ウィクトル2世が没すると、フェルモ伯、スポレート公を兼任し、さらに実弟フリードリヒをステファヌス9世として教皇位につけ、イタリア王位を狙ったが、ステファヌス10世は翌年死去した。ローマ貴族は新教皇としてベネディクトゥス10世を選出した一方、ゴットフリートらはニコラウス2世を選出した。ニコラウス2世はドイツでも承認され、ベネディクトゥス10世は廃位された。さらに1061年にニコラウス2世が死去し、反皇帝派のアレクサンデル2世と皇帝派のホノリウス2世の両者が教皇として選出され対立したが、1062年にゴットフリートは両者の争いに介入し、最終的にはアレクサンデル2世をローマに入れ、正式な教皇とした。

### 下ロートリンゲン公として
1065年、下ロートリンゲン公であったルクセンブルク家のフリードリヒが死去し、ゴットフリートは成年に達したハインリヒ4世から下ロートリンゲン公位を授与された。1066年には教皇の要請に応じ、ローマ教皇領に侵攻したカプア公リッカルド1世と戦い、カプア公をローマから撤退させている。1069年、ゴットフリートはヴェルダンにて死去、同地に葬られた。下ロートリンゲン公位は息子ゴットフリート4世が継ぎ、ゴットフリート4世はベアトリクスと前夫との間の娘マティルデ（のちのトスカーナ女伯）と1069年に結婚した。

## 子女
先妻ドダとの間に以下の子女をもうけた。
- ゴットフリート4世（1040年頃 - 1076年） - 下ロートリンゲン公（在位：1069年 - 1076年）
- イダ（1040年頃 - 1113年） - ブローニュ伯ウスタシュ2世と結婚、後の下ロートリンゲン公ゴドフロワ・ド・ブイヨン、エルサレム王ボードゥアン1世らの母。

ベアトリクスとの間に以下の女子をもうけた。
- ヴィルトルーデ（? - 1093年） - アーダルベルト2世・フォン・カルフと結婚、ライン宮中伯ゴットフリート・フォン・カルフの母。